# Sinomphisa plagialis
Sinomphisa plagialis is een vlinder uit de familie van de grasmotten (Crambidae), uit de onderfamilie van de Spilomelinae. De wetenschappelijke naam van deze soort is voor het eerst voorgesteld als Pionea plagialis door Alfred Ernest Wileman in een publicatie uit 1911.
De soort komt voor in China, Korea en Japan.